# Merritt (British Columbia)
Merritt liegt im Nicola Valley, im Süden British Columbias. Der Ort wurde unter der Bezeichnung Forksdale im Jahre 1893 gegründet und dann zu Ehren von William Hamilton Merritt III in Merritt umbenannt. Die Gemeinde hat etwa 7.000 Einwohner. In der Stadt liegt ein wichtiger Verkehrsknotenpunkt, da mehrere Highways durch das Stadtgebiet gehen.

## Geographie
Merritt wurde am Zusammenfluss des Nicola Rivers und des Coldwater Rivers gegründet. Gelegen ist dieser im südlichen British Columbia, im zentralen Hochland zwischen den Coast Mountains und den Rocky Mountains.

## Klima
|                        | Jan  | Feb  | Mär  | Apr  | Mai  | Jun  | Jul  | Aug  | Sep  | Okt  | Nov  | Dez  |   |       |
| Mittl. Temperatur (°C) | −4,5 | −0,9 | 3,7  | 7,8  | 12   | 15,4 | 18,4 | 18,1 | 13,6 | 7,6  | 0,9  | −3,9 | ⌀ | 7,4   |
| Mittl. Tagesmax. (°C)  | −0,3 | 3,8  | 9,8  | 14,8 | 19,1 | 22,5 | 26,4 | 26,4 | 21,6 | 13,8 | 4,9  | −0,1 | ⌀ | 13,6  |
| Mittl. Tagesmin. (°C)  | −8,6 | −5,6 | −2,4 | 0,7  | 4,8  | 8,3  | 10,3 | 9,8  | 5,6  | 1,3  | −3,2 | −7,7 | ⌀ | 1,1   |
|                        |      |      |      |      |      |      |      |      |      |      |      |      |   |       |
| Niederschlag (mm)      | 37,2 | 23,6 | 16,6 | 14,5 | 26,8 | 34,1 | 25,8 | 22,1 | 23,6 | 23,5 | 34,7 | 39,6 | Σ | 322,1 |
|                        |      |      |      |      |      |      |      |      |      |      |      |      |   |       |
| Regentage (d)          | 10,1 | 8,1  | 7,7  | 7,1  | 9,2  | 8,6  | 6,6  | 7,1  | 7    | 8,5  | 10,5 | 10,9 | Σ | 101,4 |

| −8,6 |

| −5,6 |

| −2,4 |

| 0,7 |

| 4,8 |

| 8,3 |

| 10,3 |

| 9,8 |

| 5,6 |

| 1,3 |

| −3,2 |

| −7,7 |

| −8,6 |

| −5,6 |

| −2,4 |

| 0,7 |

| 4,8 |

| 8,3 |

| 10,3 |

| 9,8 |

| 5,6 |

| 1,3 |

| −3,2 |

| −7,7 |

| N i e d e r s c h l a g | 37,2 | 23,6 | 16,6 | 14,5 | 26,8 | 34,1 | 25,8 | 22,1 | 23,6 | 23,5 | 34,7 | 39,6 |
|                         | Jan  | Feb  | Mär  | Apr  | Mai  | Jun  | Jul  | Aug  | Sep  | Okt  | Nov  | Dez  |

## Geschichte
Vor der Besiedlung durch weiße Einwanderer wurde das Gebiet um Merritt von Indianern, den First Nations als Sammelplatz genutzt. Zur Dokumentation ihrer Geschichte entstand das Nicola Valley Museum and Archives.
Mitte des 19. Jahrhunderts kamen die ersten Siedler in das Gebiet. Ende der 1880er bildeten drei Farmen unter dem Namen "The Forks" einen Zusammenschluss, der den Grundstein der Gemeinde darstellte. Aufgrund des Baus der Eisenbahn durch British Columbia und von Kohlenfunden südlich von The Forks stieg das Interesse an der Gemeinde. 1893 wurde die Gemeinde dann Forksdale benannt, dieser Name konnte sich jedoch nicht durchsetzen. Ein Mineningenieur und Unterstützer des Baus von Eisenbahnen in der Gegend namens William Hamilton Merritt III hatte großen Einfluss auf den Ort und so wurde im Jahre 1906 zu dessen Ehren Forksdale auf den Namen Merritt umbenannt. Zum 1. April 1911 wurde Merritt zur Stadt erhoben.

## Demographie
Der Zensus im Jahr 2011 ergab für die kleine Stadt eine Bevölkerungszahl von 7.113 Einwohnern. Die Bevölkerung hatte dabei im Vergleich zum Zensus von 2006 um 1,6 % zugenommen, während die Bevölkerung in British Columbia gleichzeitig um 7 % anwuchs.

## Politik
Merritt wird von einem achtköpfigen Rat regiert, dessen Vorsitzende die Bürgermeisterin Susan Roline ist.

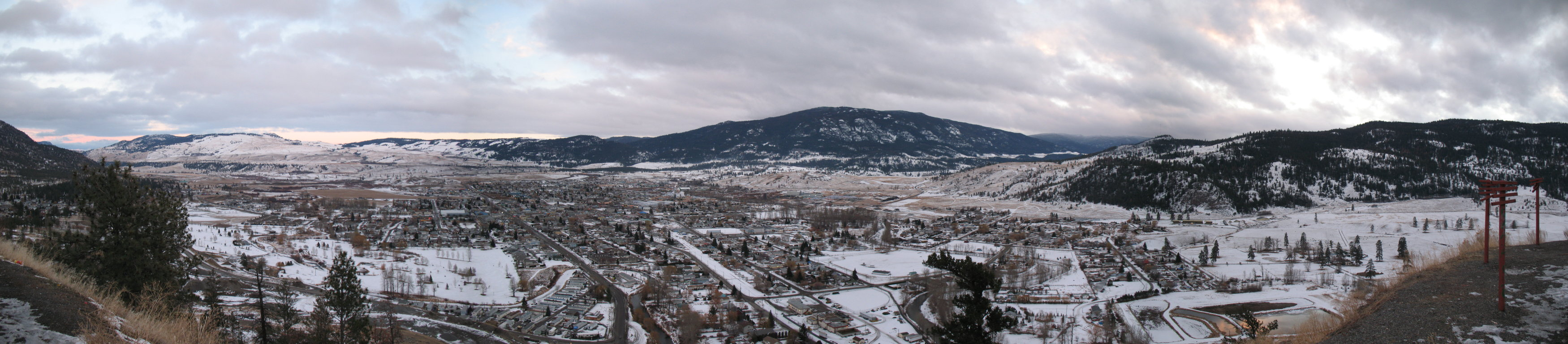
Blick auf Merritt im Winter

## Verkehr
Die Stadt liegt am Zusammentreffen gleich mehrerer Highways. Am westlichen Stadtrand verläuft als wichtige Nord-Süd-Verbindung der Highway 5. Von Osten her kommt der sogenannte Highway 97C (Okanagan Connector), der Kelowna mit Merritt verbindet und in Zusammenspiel mit Highway 5 die kürzeste Verbindung von Kelowna mit Vancouver darstellt. Der Highway durchquert das Ortszentrum von Merritt und setzt sich Richtung Cache Creek in nordwestlicher Richtung fort.
Wenige Kilometer vor der Ortsgrenze trifft Highway 5A von Princeton auf den Okanagan Connector. Dieser Highway verläuft bis zum Highway 5 gemeinsam mit Highway 97C, führt dann ein kurzes Stück gemeinsam mit Highway 5 um dann wieder nach Norden als Parallelroute zum Highway 5 nach Kamloops zu führen.
Westlich von Merritt trifft Highway 8, der von Spences Bridge im Tal des Thompson Rivers her führt, auf Highway 97C.
Der örtliche Flughafen Merritt (auch bekannt als „Saunders Field“; IATA-Code: -, ICAO-Code: YMB, Transport Canada Identifier: CAD5) liegt etwa 4 km westlich der Gemeinde. Er hat nur eine asphaltierte Start- und Landebahn von nur 1220 m Länge.
Öffentlicher Personennahverkehr wird örtlich mit vier Linien durch das „Merritt Regional Transit System“ angeboten, welches von BC Transit in Kooperation betrieben wird.

## Söhne und Töchter der Stadt
- William Gibson (1927–2006), Eishockeyspieler
- Ron Fischer (* 1959), Eishockeyspieler
- Paul Kruse (* 1970), Eishockeyspieler
- Justin Cox (* 1981), Eishockeyspieler